# イーサン・スモール
イーサン・ロバート・スモール（Ethan Robert Small, 1997年2月14日 - ）は、アメリカ合衆国テネシー州マディソン郡ジャクソン出身のプロ野球選手（投手）。左投左打。MLBのサンフランシスコ・ジャイアンツ所属。

## 経歴
ミシシッピ州立大学在学時の2017年にはトミー・ジョン手術を受けている。2018年のMLBドラフト26巡目（全体789位）でアリゾナ・ダイヤモンドバックスから指名されたが、この時は契約しなかった。

### プロ入りとブルワーズ時代
2019年のMLBドラフト1巡目（全体28位）でミルウォーキー・ブルワーズから指名され、プロ入り。契約後、傘下のルーキー級アリゾナリーグ・ブルワーズでプロデビュー。A級ウィスコンシン・ティンバーラトラーズでもプレーし、2球団合計で7試合に先発登板して0勝2敗、防御率0.86、36奪三振を記録した。
2020年は新型コロナウイルスの影響でマイナーリーグの試合が開催されなかったため、公式戦の登板は無かった。
2021年はルーキー級アリゾナリーグ・ブルワーズ、AA級ビロクシ・シャッカーズ、AAA級ナッシュビル・サウンズでプレーし、3球団合計で18試合に先発登板して4勝2敗、防御率1.98、92奪三振を記録した。また、7月にはオールスター・フューチャーズゲームのナショナルリーグ選抜に選出された。
2022年は開幕をAAA級ナッシュビルで迎えた。5月30日にメジャー契約を結んでアクティブ・ロースター入りし、同日のシカゴ・カブスとのダブルヘッダー第1試合にて先発でメジャーデビュー。
2024年2月1日、ブルワーズからDFAとなった。

### ジャイアンツ時代
2024年2月5日、金銭とトレードにサンフランシスコ・ジャイアンツに移籍したが、メジャー出場はなかった。11月22日、ノンテンダーFAとなった。その後、12月5日にマイナー契約でジャイアンツと再契約した。

## 詳細情報

### 年度別投手成績
| 年 度    | 球 団    | 登 板 | 先 発 | 完 投 | 完 封 | 無 四 球 | 勝 利 | 敗 戦 | セ 丨 ブ | ホ 丨 ル ド | 勝 率 | 打 者 | 投 球 回 | 被 安 打 | 被 本 塁 打 | 与 四 球 | 敬 遠 | 与 死 球 | 奪 三 振 | 暴 投 | ボ 丨 ク | 失 点 | 自 責 点 | 防 御 率 | W H I P |
| -------- | -------- | ----- | ----- | ----- | ----- | -------- | ----- | ----- | -------- | ----------- | ----- | ----- | -------- | -------- | ----------- | -------- | ----- | -------- | -------- | ----- | -------- | ----- | -------- | -------- | ------- |
| 2022     | MIL      | 2     | 2     | 0     | 0     | 0        | 0     | 0     | 0        | 0           | ----  | 33    | 6.1      | 8        | 1           | 8        | 0     | 0        | 7        | 0     | 0        | 5     | 5        | 7.11     | 2.53    |
| 2023     | MIL      | 2     | 0     | 0     | 0     | 0        | 0     | 0     | 1        | 0           | ----  | 23    | 4.0      | 9        | 1           | 2        | 0     | 0        | 6        | 1     | 0        | 5     | 5        | 11.25    | 2.75    |
| MLB：2年 | MLB：2年 | 4     | 2     | 0     | 0     | 0        | 0     | 0     | 1        | 0           | ----  | 56    | 10.1     | 17       | 2           | 10       | 0     | 0        | 13       | 1     | 0        | 10    | 10       | 8.71     | 2.61    |

- 2023年度シーズン終了時

### 年度別守備成績
| 年 度 | 球 団 | 投手（P） | 投手（P） | 投手（P） | 投手（P） | 投手（P） | 投手（P） |
| 年 度 | 球 団 | 試 合     | 刺 殺     | 補 殺     | 失 策     | 併 殺     | 守 備 率  |
| ----- | ----- | --------- | --------- | --------- | --------- | --------- | --------- |
| 2022  | MIL   | 2         | 0         | 0         | 0         | 0         | ----      |
| 2023  | MIL   | 2         | 0         | 0         | 0         | 0         | ----      |
| MLB   | MLB   | 4         | 0         | 0         | 0         | 0         | ----      |

- 2023年度シーズン終了時

### 記録
MiLB
- オールスター・フューチャーズゲーム選出：1回（2021年）

### 背番号
- 43（2022年 - ）